# Канесатаке
Канесатаке (фр. Kanesatake; на языке мохоков Kanehsatà:ke) — индейская резервация ирокезоязычного индейского племени мохоки, расположенная в месте слияния рек Оттава и Святого Лаврентия в провинции Квебек, Канада. Является одной из нескольких самоуправляемых территорий мохоков в пределах границ Канады. Официально имеет статус индейского поселения и классифицируется канадским федеральным правительством как временная земельная база.

## История
Первый переселенцы-мохоки из Канаваке появились на этих землях в 1676 году. В 1717 году король Франции предоставил мохокам участок земли длиной 14,5 км и примерно такой же ширины к северо-западу от города Монреаль при условии, что они покинут одноимённый остров. Поселение было официально основано как католическая миссия Лак-де-Дё-Монтань, сеньория под руководством Общества священников Святого Сульпиция. Со временем сульпициане заявили о полном контроле над землёй, получив документ, который давал им законное право собственности. Но мохоки считали, что эта земля находится в их доверительном управлении.
Миссионерская деревня Лак-де-Дё-Монтань стала известна на мохокском языке как Канесатаке, алгонкинские народы называли её Ока или Ганаштаагенг. Жители поселения стали союзниками Новой Франции и вступили в индейский союз Семь наций Канады.
Во второй половине XVIII века сульпициане продали часть территории Канесатаке вокруг поселения образовалась деревня Ока, населённая белыми людьми. В 1787 году вождь Огнита пожаловался в письме сэру Джону Джонсону, британскому генерал-суперинтенданту по делам индейцев, что мохоки переехали в Канесатаке только после того, как король Франции пообещал им землю. В семи случаях между 1787 и 1851 годами мохоки публично протестовали против притязаний священников на владение сеньорией. К 1881 году индейцы и сульпициане достигли соглашения, согласно условиям которого, священники  купят землю для мохоков и заплатят за их переезд. Но лишь около 20 % индейцев согласились на переезд в новую резервацию Уота. В 1910 году претензии Сульпицианского ордена на землю были поддержаны Верховным судом Канады.

## Окский кризис
В 1990 году город Ока в одностороннем порядке одобрил планы расширения своего поля для гольфа. Мохоки выразили протест, потому что, расширение затронет кладбище и землю, которую они считали священной. Несмотря на протесты индейцев, власти города продолжали позволять застройщику работать. В ответ мохоки забаррикадировал грунтовую дорогу, ведущую в сосновый лес, чтобы разработчики не вырубали деревья.
Мохоки из резервации Канаваке поддержали своих соплеменников. Через 3 месяца, 11 июля 1990 года, квебекская полиция начала атаковать баррикады, которые постоянно охранялись индейцами. В результате перестрелки был убит полицейский Марсель Лемэ.
После этого разразился кризис. От защиты своей территории мохоки перешли к требованию признать их независимость и право на землю. К индейцам присоединились правозащитники. Правительство Квебека запросило поддержку у канадской армии, которая направила 3700 военнослужащих. Лишь после длительных переговоров 26 сентября 1990 года были разобраны последние баррикады и мохоки прекратили сопротивление.

## География
Резервация расположена в месте слияния рек Оттава и Святого Лаврентия, примерно в 48 километрах к западу от города Монреаль, в административной области Квебека Лаврентиды. Её площадь составляет 11,88 км².

## Демография
Первыми жителями Канесатаке были 300 мохоков, около 250 ниписсингов и 100 алгонкинов. Со временем все обитатели поселения стали идентифицировать себя как мохоки. По состоянию на 2014 год общее зарегистрированное число членов племени составляло 2400 человек, а на территории поселения проживало около 1350 человек.
В 2021 году  в Канесатаке проживало 1790 человек, плотность населения составляла 11,88 чел./км².